# Кафедральний Хресто-Воздвиженський собор (Ужгород)
Кафедральний Хресто-Воздвиженський собор — православний кафедральний собор Ужгорода, який належить до УПц, побудований за зразком Храму Христа Спасителя в Москві. Храм розташований на площі Кирила і Мефодія, загальна місткість — близько 5000 осіб.
Будівництво храму розпочалось у 90-х роках минулого століття, коли старий кафедральний собор був переданий греко-католицькій громаді, а завершене — у 2000 році. Настоятелем храму є Дмитро Сидор — проросійський священик, голова «Сойму Підкарпатських русинів», засуджений за сепаратизм. Висота храму — 60 м.
Власне храм складається з двох частин — нижньої — Хрестовоздвиженського храму, висотою близько 6 метрів, і верхньої частини, тобто власне Храму Спасителя, висота якого становить близько 36 метрів. При храмі діють конференц-зал, розрахований на 300 осіб, та благодійна їдальня, яка може прийняти до 100 чоловік.
27 вересня 2000 року у храмі було здійснене перше богослужіння.
3 вересня 2012 року у храмі сталась пожежа, причиною якої було порушення правил монтажу та експлуатації електроустановок.

## Розклад
Щоденне богослужіння (малий храм) — о 7:30 — 9:00.
Вечірнє богослужіння — о 17:00.
Святкові богослужіння: рання — о 8:00, пізня — о 10:00.
Хрещення — о 10:00 (по суботах), та о 14:30 (по неділях).